# Шевченка (Благовіщенська міська громада)
Шевче́нка (до 07.09.1946 — Шведівка) — село в Благовіщенській громаді Голованівського району Кіровоградської області України.
Населення становить 235 осіб.

## Історія
7 вересня 1946 року указом Президії ВР УРСР село Шведівка було перейменовано на село Шевченка.
Указом президії ВР УРСР від 19 квітня 1949 року села Шевченка, Шевченкове і Червоний Взвод вважати за один населений пункт, який надалі іменувати село Шевченка.

## Населення
Згідно з переписом УРСР 1989 року чисельність наявного населення села становила 177 осіб, з яких 72 чоловіки та 105 жінок.
За переписом населення України 2001 року в селі мешкало 236 осіб.

### Мова
Розподіл населення за рідною мовою за даними перепису 2001 року:
| Мова       | Відсоток |
| ---------- | -------- |
| українська | 92,77 %  |
| вірменська | 2,13 %   |
| молдовська | 2,13 %   |
| гагаузька  | 1,28 %   |
| російська  | 1,28 %   |
| румунська  | 0,43 %   |